# Calao pygmée
Lophoceros camurus
Espèce
Statut de conservation UICN

 LC  : Préoccupation mineure
Le Calao pygmée (Lophoceros camurus, anciennement Tockus camurus) est une espèce africaine d'oiseaux appartenant à la famille des Bucerotidae.
Cet oiseau vit en Afrique équatoriale.

## Taxinomie
À la suite des travaux phylogéniques de Gonzalez et al. (2013), le Congrès ornithologique international (dans sa version 4.4, 2014) déplace cette espèce depuis le genre Tockus.
D'après le Congrès ornithologique international, c'est une espèce monotypique (non divisée en sous-espèces).